# Chiesa di Sant'Anna dei Pompetti
La chiesa di Sant'Anna dei Pompetti o dè Pompetti si trova nella città di Teramo, in Abruzzo, nel cuore del centro storico ed archeologico di piazza Sant'Anna. L'edificio religioso, addossato al bastione della Torre Bruciata, è molto vicino alla chiesa di Santa Caterina. Entrambe le chiese in origine facevano parte del complesso dell'Antica cattedrale di Santa Maria Aprutiensis ed ora appartengono alla locale parrocchia della chiesa di Sant'Antonio. La costruzione si compone di quanto è sopravvissuto ed è stato conservato del corpo di fabbrica dell'Antica cattedrale. Questa identificazione dell'attuale struttura con una porzione del primo centro liturgico e spirituale della città è stata svelata dagli scavi e dagli studi che Francesco Savini condusse nell'area archeologica dall'anno 1896 e che si protrassero fino ai primi anni del XX secolo. Dal 1902 è stata inclusa nell'elenco dei Monumenti nazionali italiani.

## Il titolo
Nel corso del tempo la piccola chiesa è stata individuata con tre diverse denominazioni quali:
- Antica cattedrale di Santa Maria Aprutiensis[3];
- Chiesa di San Getulio, titolo che assunse nell'anno 1175 dopo che i resti mortali di san Berardo, fino ad allora custoditi all'interno dell'Antica cattedrale, furono traslati nel duomo di Teramo;
- Chiesa di Sant'Anna dei Pompetti, titolo attuale, derivante dal nome della famiglia Pompetti, proprietaria di un palazzo adiacente alla chiesa distrutto negli anni '50, che venne in possesso dell'edificio nel XVIII secolo. Al tempo la chiesa era stata adibita ad oratorio privato.

## Storia
Le fonti non indicano la data esatta della costruzione dello stabile sacro, la storia dell'antico edificio, riferisce Francesco Aceto, probabilmente coincide o si confonde con «l'istituzione della dignità vescovile aprutina», sebbene non vi sia certezza alcuna.
Già sul finire del II secolo, sotto il pontificato di papa Eleuterio, s'individuava l'esistenza di una comunità cristiana nella città di Teramo. Marcello Sgattoni scrive che la toponomastica cittadina ricorda, in una via contigua a piazza Sant'Anna, il nome di san Getulio, denominazione che assunse anche la chiesa. Questi fu un santo martire cristiano, vissuto agli inizi del II secolo, al tempo dell'imperatore Adriano e ricordato nel Martirologio Romano. Il culto per il santo si diffuse nella città di Teramo attraverso la via Salaria, strada consolare dove si consumò il suo supplizio.
Lo storico Mario Moretti riconosce nel VI secolo, periodo dell'impero bizantino, il tempo della costruzione dell'edificio. L'Aceto riferisce che la prima citazione della «ecclesia aprutina» risale all'anno 598 in una lettera con la quale papa Gregorio I incaricava il vescovo Passivo di Fermo di visitare la chiesa di Teramo. 
Lo stesso papa nell'autunno del 601, anno in cui Opportuno fu nominato vescovo di Teramo, invitava nuovamente il vescovo fermano a provvedere alle necessità ed alla cura della chiesa abruzzese.
La prima menzione del titolo di «Ecclesia Sanctae Mariae» ossia «chiesa di Santa Maria» si trova nell'anno 897.
Dopo ventisette anni, nel 926 il documento di una donazione del conte aprutino Manfredi riporta un preciso riferimento allo stabile sacro. Si legge: «in ipsa Ecclesia S. Mariae que sita in territorio aprutiense in loco ubi Interamnes vocatur» ossia: «nella chiesa che si trova nel territorio aprutino nel luogo che si chiama Interamnia», l'attuale Teramo. L'edificio è stato, in seguito, menzionato in molti altri atti e documenti ed è riportato anche nella bolla di papa Anastasio IV, datata 27 novembre 1153, con cui il pontefice assegna al vescovo teramano i confini della diocesi corrispondenti all'antico territorio d'Aprutium, area che si estendeva dal fiume Tronto al fiume Vomano ed era circoscritta ad est dal mare Adriatico e ad ovest dai monti della Laga.
Nel tempo l'edificio ecclesiastico era già stato oggetto di vari interventi conservativi tesi a riparare emergenze della staticità fino all'età medievale quando fu distrutto nella seconda metà del XII secolo. Dalla biografia di san Berardo da Pagliara si apprende che l'Antica cattedrale subì ingenti danni durante il divampare dell'incendio appiccato alla città a metà del XII secolo, nell'anno 1156, dai Normanni giunti a Teramo al comando del ribelle Roberto II di Bassavilla conte di Loritello.
La fabbrica in quel periodo custodiva i resti mortali di san Berardo che, però, non furono intaccati dalle fiamme. Lo storico Muzio Muzii scrive che dalla distruzione furono preservati soltanto alcuni spazi dell'Antica cattedrale nei quali furono ritrovate le spoglie del vescovo, in seguito proclamato patrono della città.
Le porzioni dell'antico edificio scampate alla rovina del fuoco dovevano essere ancora visibili nel 1590, anno in cui il vescovo Giulio Ricci dispose che nell'area vi si stabilisse il collegio dei Padri della Dottrina Cristiana. Nel tempo successivo alla costruzione del collegio fu risistemata anche la torre addossata alla testata est della chiesa identificata col nome di Torre Bruciata, utile alla difesa dell'Episcopio.
Nel 1804 il vescovo Luigi Maria Pirelli cedette l'area dove insiste la chiesa al teramano Lelio Pompetti. Lo storico Glauco Angeletti ipotizza che al tempo non fossero visibili i resti della costruzione riportati poi alla luce dagli scavi del Savini.
La lettura interpretativa delle diverse costruzioni che si sono evidenziate nei resti della murazione e negli elementi architettonici contenuti nella chiesa è stata affrontata, negli anni trascorsi, principalmente dagli storici teramani Carlo Ignazio Gavini e Francesco Savini ed ognuno di loro è giunto a diverse soluzioni conferendo alle tracce differenti interpretazioni.
La chiesa fu regalata dalla famiglia nobiliare dei Pompetti ed ancora oggi si tramanda nella famiglia il nome Anna proprio in memoria della santa.

### Le ipotesi di Francesco Savini e Carlo Ignazio Gavini
Il Savini sosteneva che dall'esame eseguito sulla struttura si potesse affermare che la chiesa di sant'Anna fosse stata ricavata dagli spazi di una navata laterale di un precedente edificio sacro distrutto in epoca longobarda orientato da nord verso sud. Nella composizione stilistica ed architettonica del corpo di fabbrica individuava la sovrapposizione di due fasi di edificazione distinguendo le tracce di una chiesa dell'VIII secolo, di cui rimaneva il triforio del lato est, ed un successivo intervento edilizio del periodo medievale nell'aggiunta delle robuste campate di fattura lombarda che ricoprono l'aula.
Carlo Ignazio Gavini non condividendo le conclusioni dello studio del Savini ipotizzò che l'ambiente della chiesa era costituito dallo spazio di un presbiterio tripartito di una precedente aula sacra avente l'abside rivolta verso ovest e l'accesso aperto sul lato est, ricalcando lo stesso impianto planimetrico del duomo cittadino.

### Lo scavo recente
Dallo scavo archeologico più recente, risalente agli ultimi anni del XX secolo, condotto dalla Soprintendenza per i Beni Archeologici dell'Abruzzo, sotto la direzione di Glauco Angeletti, sono emersi gli elementi dell'Antica cattedrale che consentono la lettura della stratigrafia delle strutture edilizie succedutesi in diversi momenti storici. Si evidenziano le vestigia di una chiesa paleocristiana, a pianta rettangolare, absidata sul lato ovest e corredata di due pastoforia, dall'interno scandito negli spazi di tre navate. I lati sud ed ovest della fabbrica poggiavano su fondamenta di epoca romana. L'intero edificio risulta alloggiato nell'impianto di una precedente insula romana, dove insisteva anche la domus.
Il perimetro del fabbricato della chiesa aveva dimensioni sicuramente maggiori del solo spazio occupato dall'area dell'attuale chiesa di Sant'Anna. Dall'analisi dei materiali impiegati per la muratura si evidenzia il copioso utilizzo di mattoni che recano nel bollo la lettera "S", laterizi uguali ad altri posti in opera in strutture romane della seconda metà del I secolo. Dai resti si individuano con certezza tre interventi edilizi avvenuti rispettivamente nel VI secolo e più tarde opere di conservazione risalenti al IX secolo, tra cui la pavimentazione in mattonelle di cotto dell'ambiente minore sul lato sinistro dell'abside e l'ultimo della ricostruzione del XIII secolo.
Negli spazi che circondano l'area della chiesa sono state ritrovate varie tombe, alcune utilizzate anche più volte, che coprono l'arco di tempo compreso tra il VII e il XII secolo.

## Architettura
La chiesa attuale ha modeste dimensioni, è interamente costruita in pietra e laterizi, la facciata è aperta dal modesto ingresso e si completa del campanile a vela che si alza sulla destra del prospetto.
La parete longitudinale di sinistra mostra le ghiere di tre archi tompagnati e due finestre. Nell'arco centrale si trova un secondo ingresso. Queste aperture aggiunte tra l'XI ed il XII secolo, murate in età moderna, appartenevano ad un atrio affrescato di cui resta il dipinto del sottarco centrale.
La prima costruzione che fu elevata sull'area del sito dell'attuale Sant'Anna fu una domus romana. Nel periodo bizantino sui ruderi della casa fu eretta la prima chiesa ossia l'Antica cattedrale di Santa Maria Aprutiensis, di maggiori dimensioni rispetto alla costruzione attuale che è solo una porzione della fabbrica originaria. La distruzione dell'incendio appiccato alla città dal conte di Loritello ed il successivo reimpiego dei materiali superstiti utilizzati per la costruzione del duomo di Teramo impediscono una puntuale comprensione di quali fossero le caratteristiche architettoniche dello stabile.

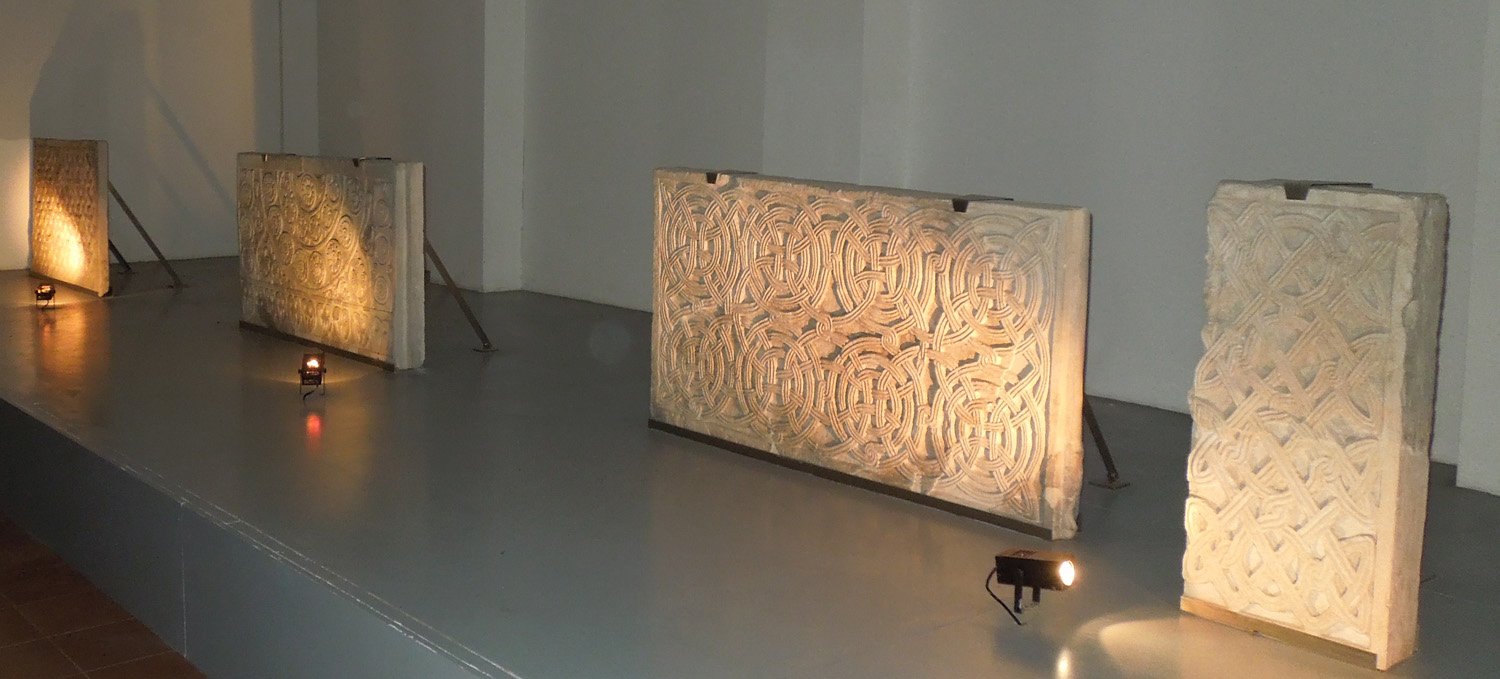
Plutei provenienti dalla chiesa e conservati presso il Museo archeologico Francesco Savini

### L'interno
Si accede all'interno dell'aula dalla scala che scende verso il piano di calpestio. Una porzione della pavimentazione è stata rimossa e ripristinata con lastre di vetro trasparente per rendere fruibile all'osservazione il sottostante mosaico del pavimento romano di epoca repubblicana. Il piccolo vano si presenta racchiuso tra mura con pietre e mattoni a vista, scandito dalla tripartizione delle campate quadrangolari poggianti su semicolonne addossate ai pilastri. L'ambiente è coperto da un soffitto di volte diverse tra loro. La prima campata ha la copertura a tetto, la mediana, in laterizio, mostra le costolonature a sezione rettangolare che furono ricostruite dai maestri lombardi verso la metà del XII secolo, la campata che sovrasta l'altare ha le volte a crociera in mattoni.

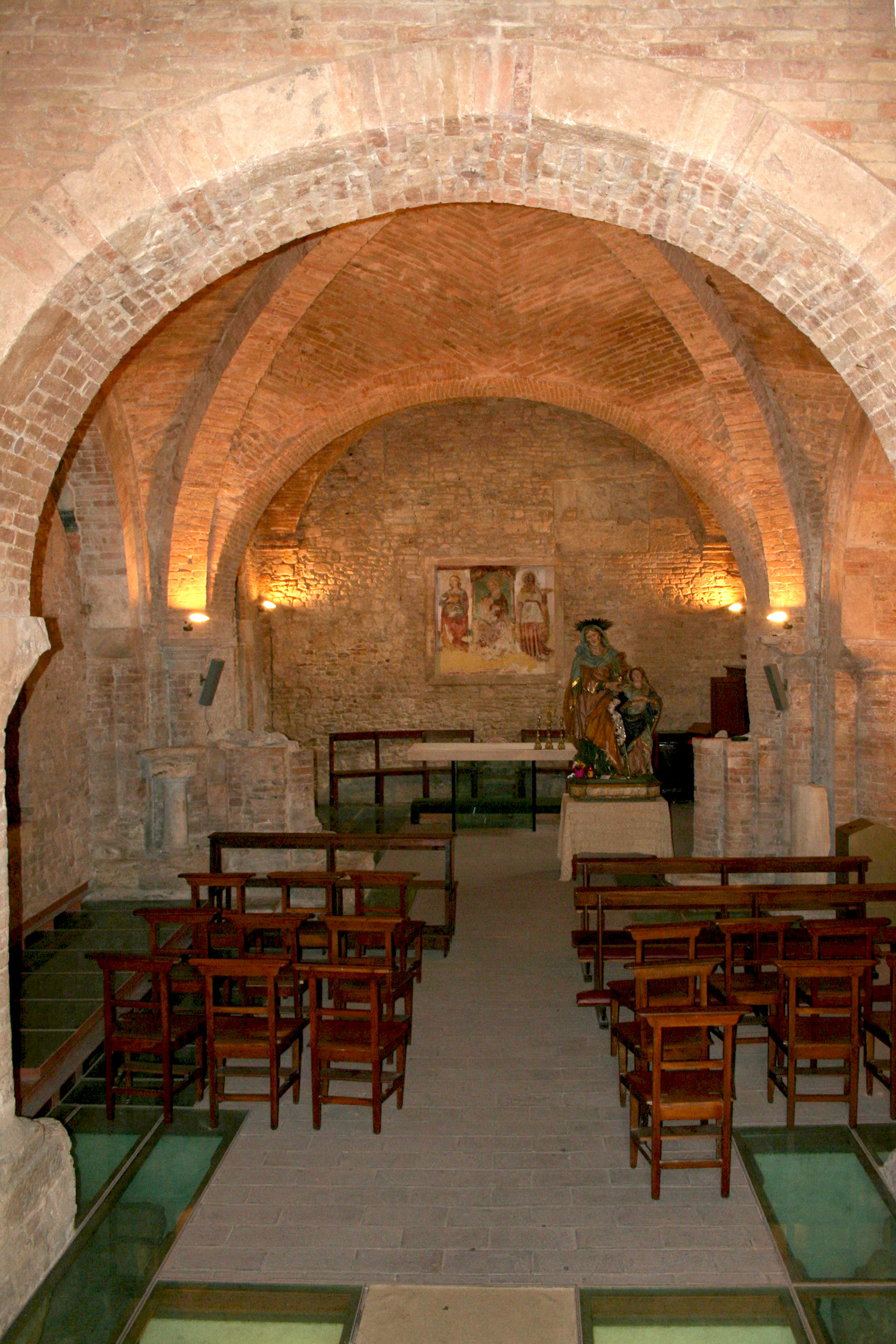
interno della chiesa
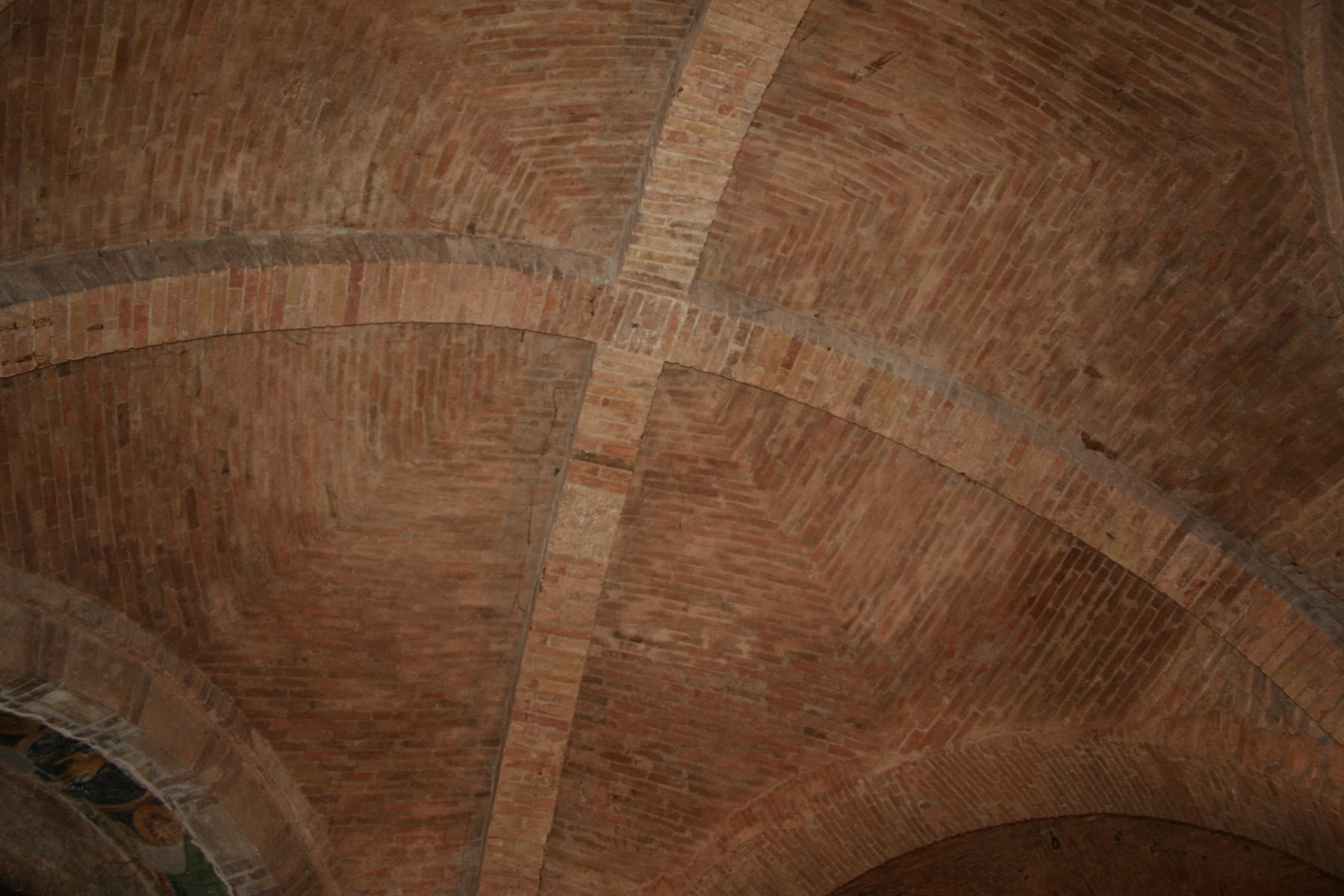
volta mediana
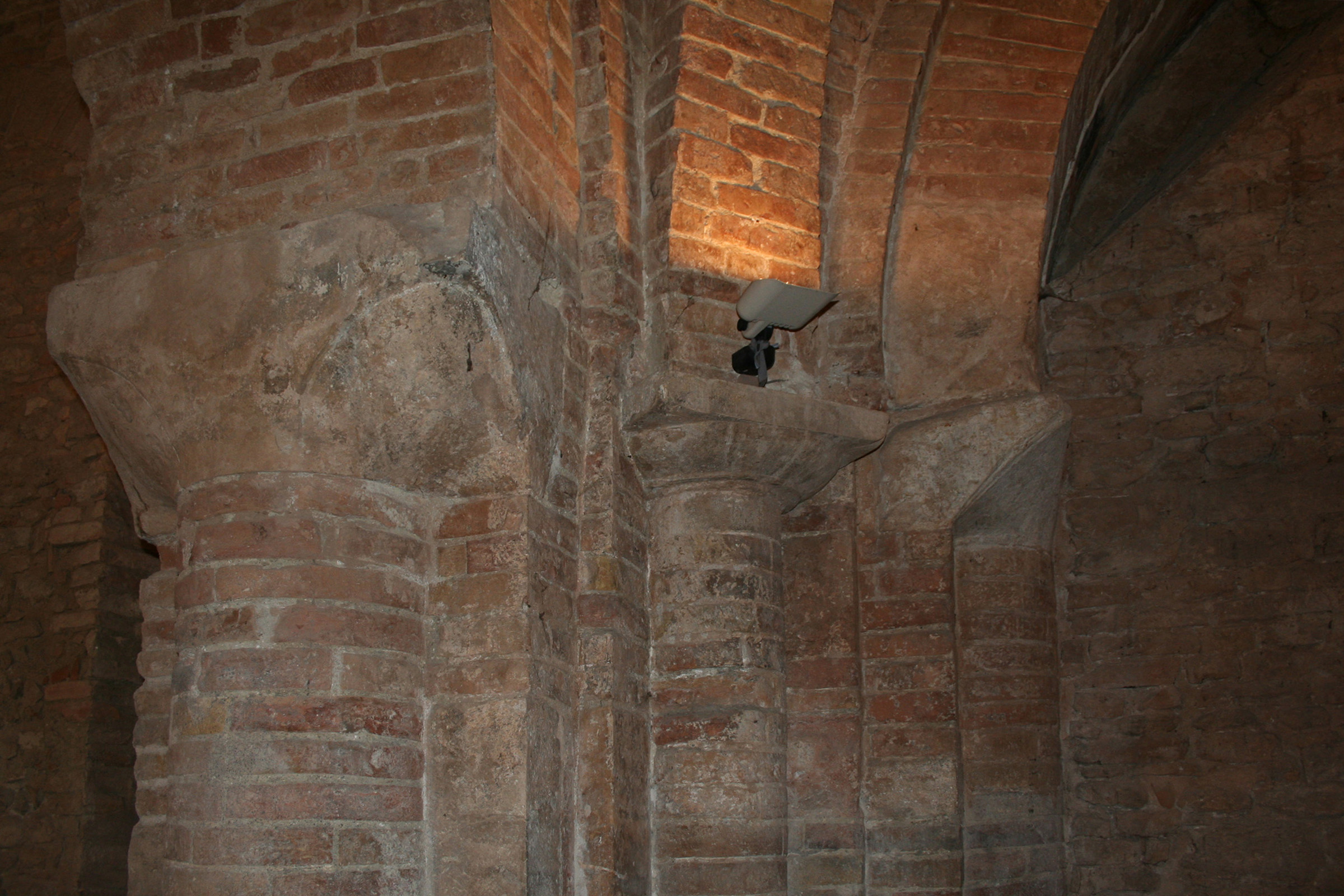
capitello

A destra della campata mediana si apre una modesta nicchia sul triforio dell'Antica cattedrale di epoca bizantina in cui hanno trovato la loro collocazione due colonne di marmo cipollino sovrastate da capitelli corinzi provenienti forse dalla domus sottostante.
L'intera struttura della cattedrale di santa Maria Aprutiensis, nel tempo, si era arricchita di molti elementi di pregio rinvenuti ed immurati a scopo conservativo nella nicchia del lato occidentale della chiesa dedicata a sant'Anna. Nella muratura si trovano il capitello di un pilastro con decori fogliari, un frammento di fregio a tralci vegetali, il tratto di una cornice ed un capitello a stampella a base rettangolare.

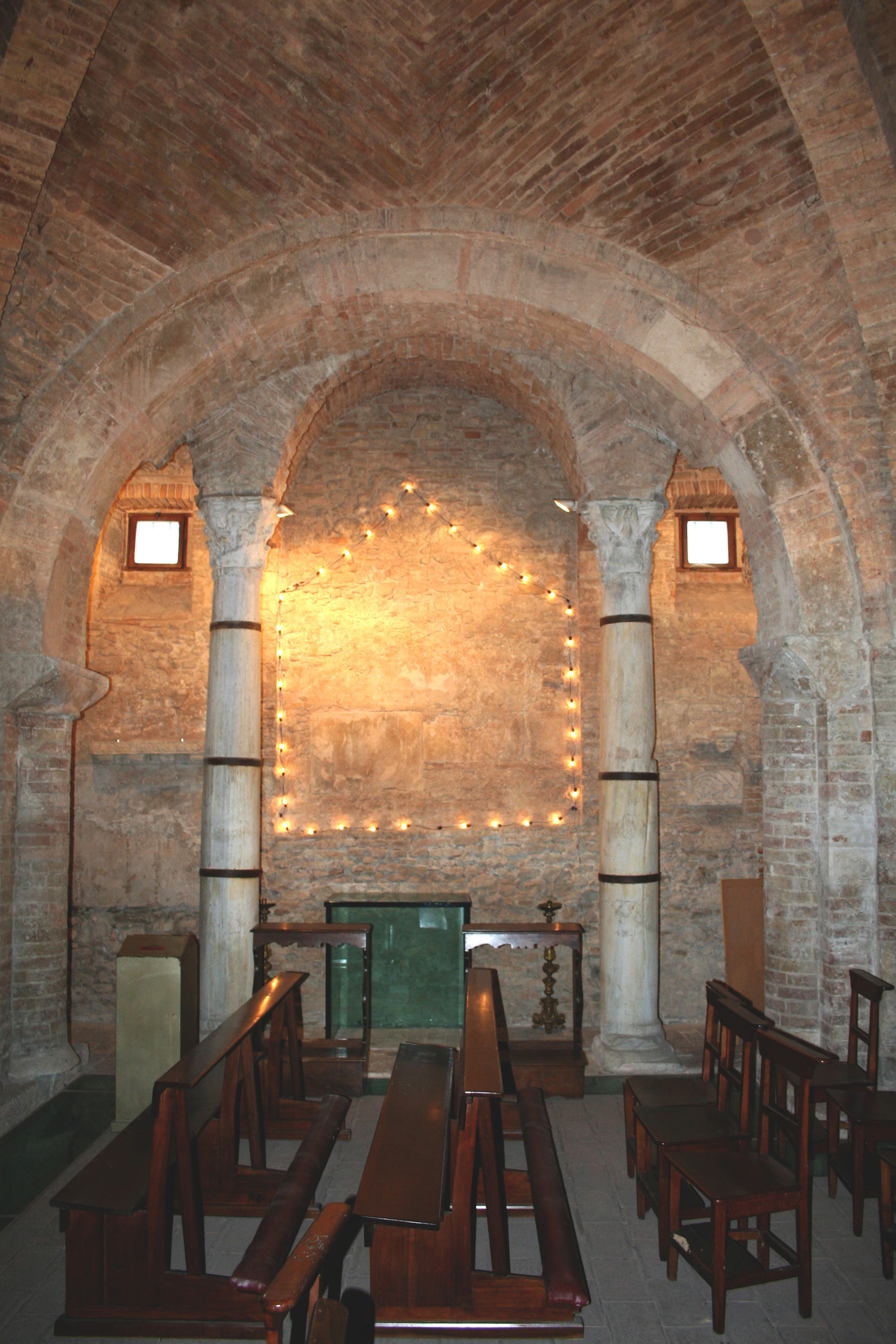
nicchia occidentale
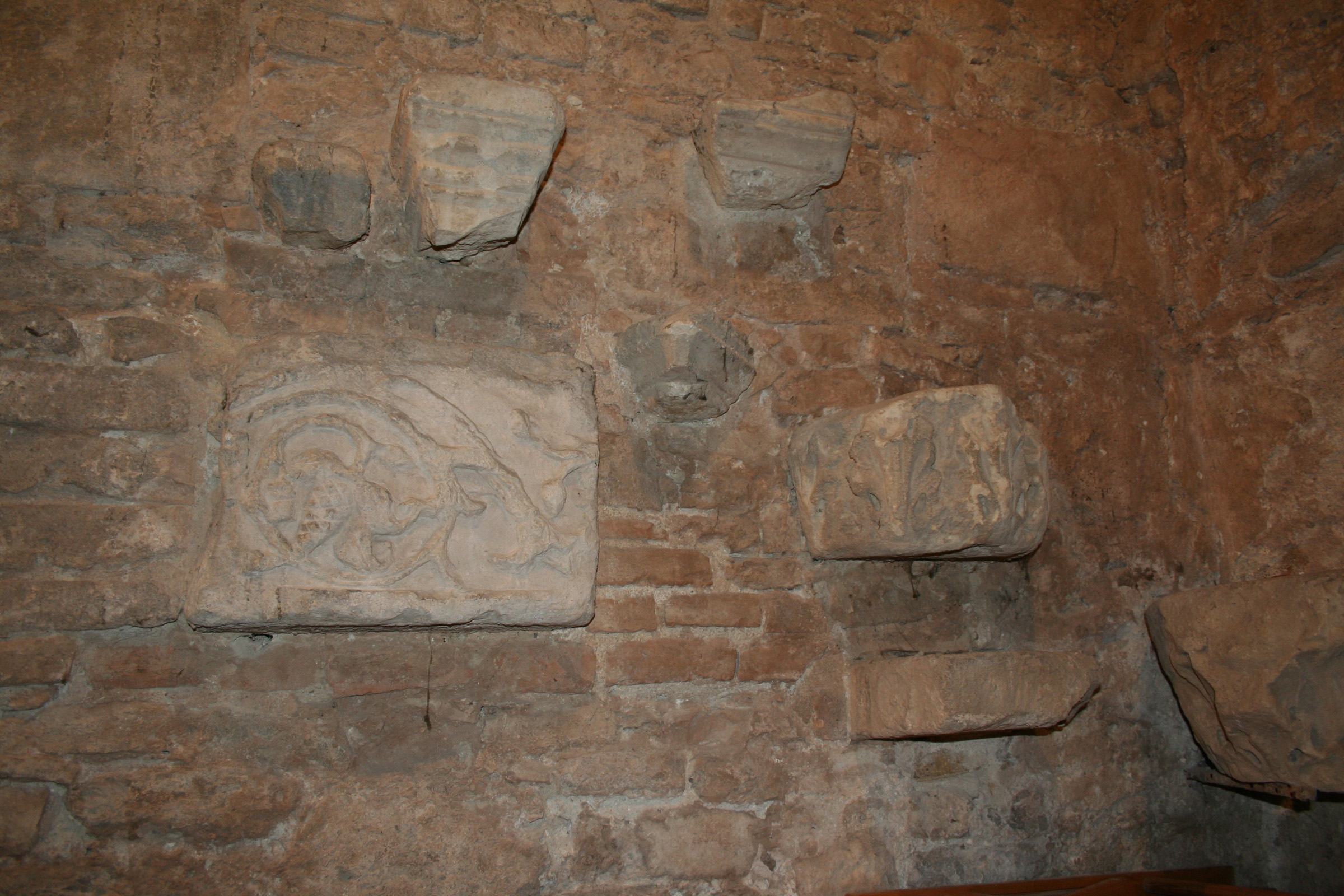
fregio a tralci vegetali
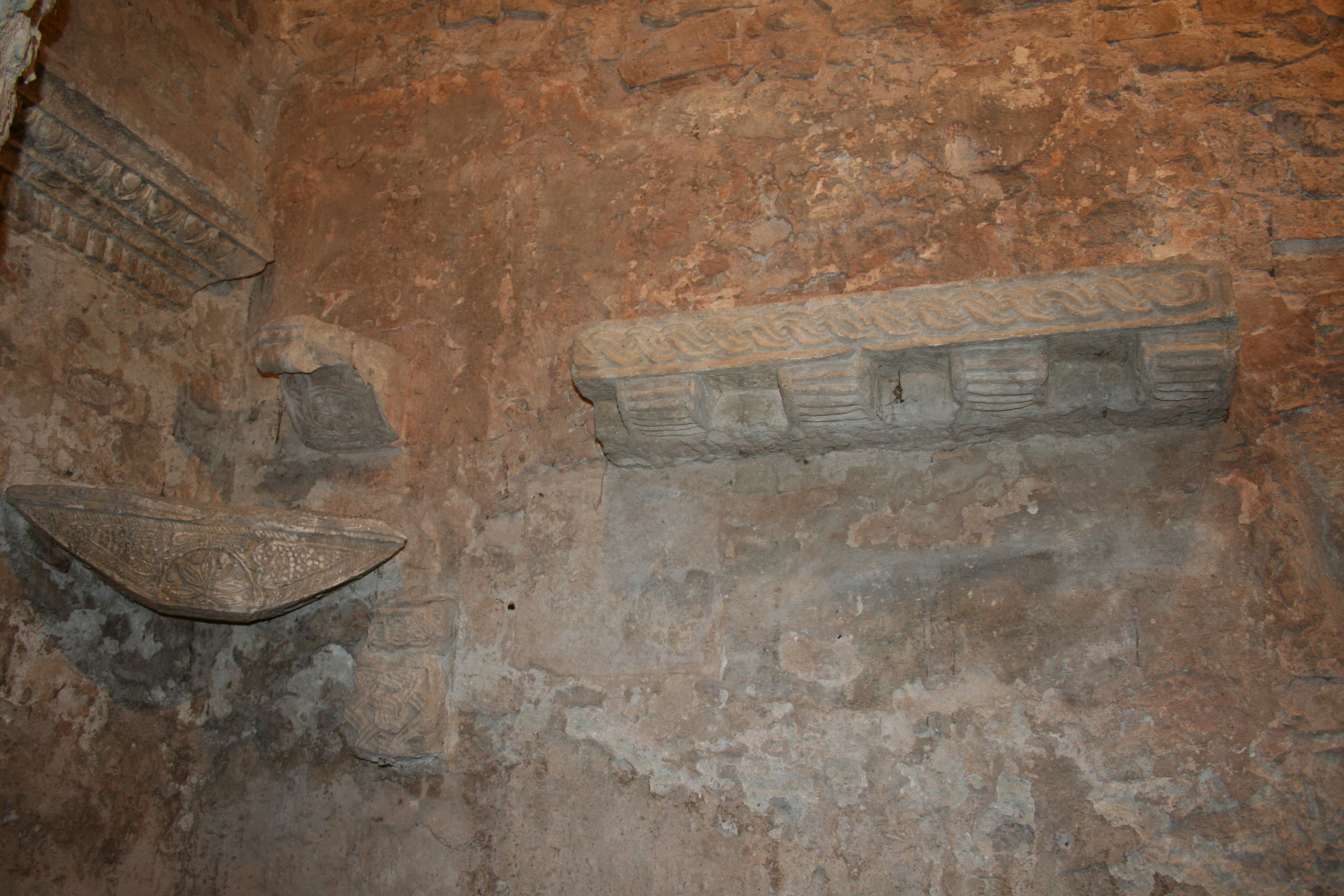
capitello a stampella

### Gli affreschi e la statua di Sant'Anna
All'interno dell'aula sono presenti brani di affreschi databili intorno al XII - XIV secolo e la statua che ritrae sant'Anna con la Madonna Bambina.
Nel sottarco dell'ingresso laterale vi è la rappresentazione di due angeli in volo che sorreggono un clipeo al cui interno compare la mano benedicente di Dio, l'opera è stata eseguita nell'ultimo periodo del XII secolo.
Nella zona di fondo, sulla parete addossata alla Torre Bruciata, si trova il dipinto della Madonna del Latte affiancata da santa Apollonia e santa Lucia. Il pannello più antico è quello della raffigurazione della Vergine attribuito a Giacomo da Campli, attivo tra il Piceno e l'Abruzzo Teramano nel XV secolo.
La statua che rappresenta sant'Anna con la Figlia e un'effigie in cartapesta opera di artigiani pugliesi. Fu donata nel 1800 dalla famiglia Pompetti che dedicò la chiesa alla santa promuovendone il culto nella città.

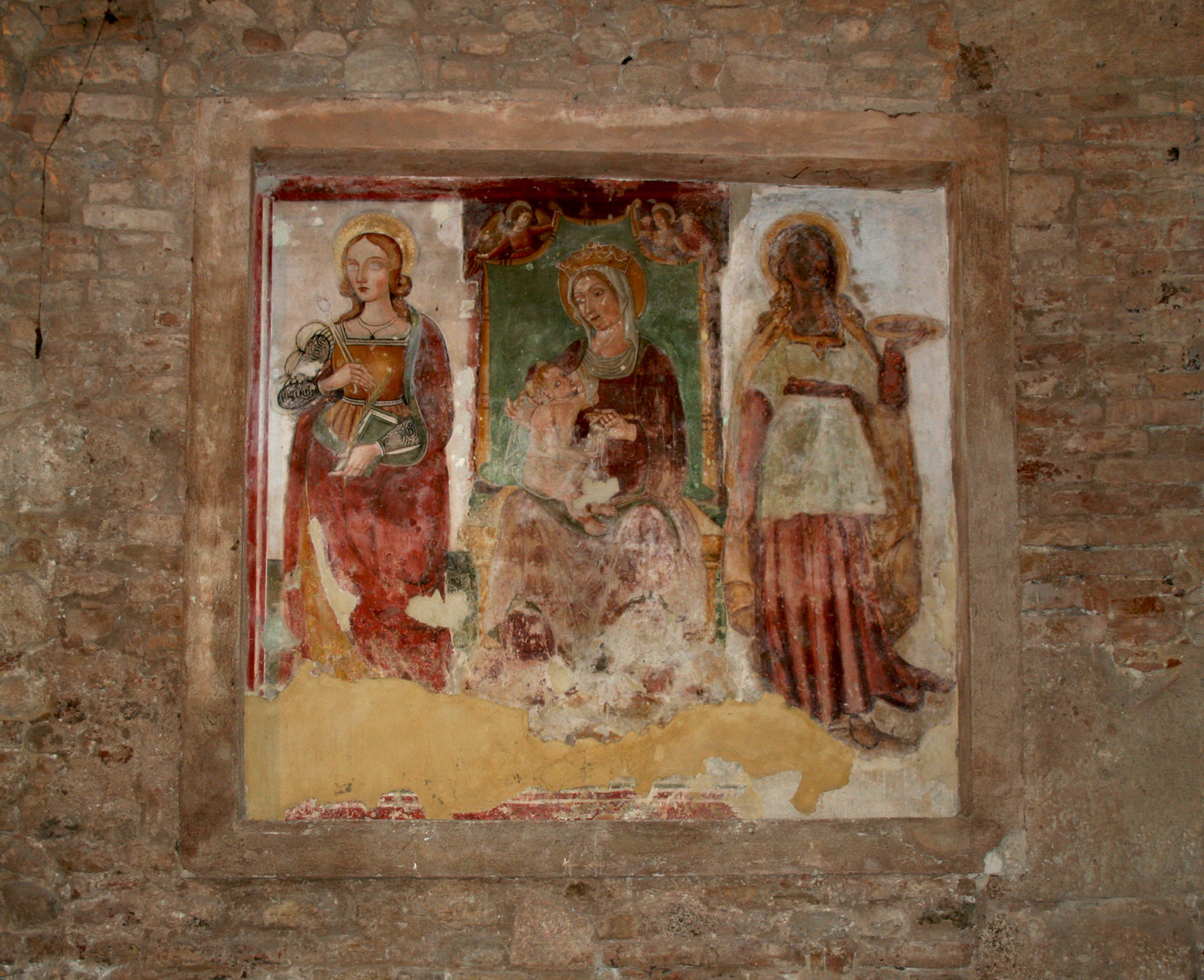
Madonna del Latte, santa Apollonia e santa Lucia
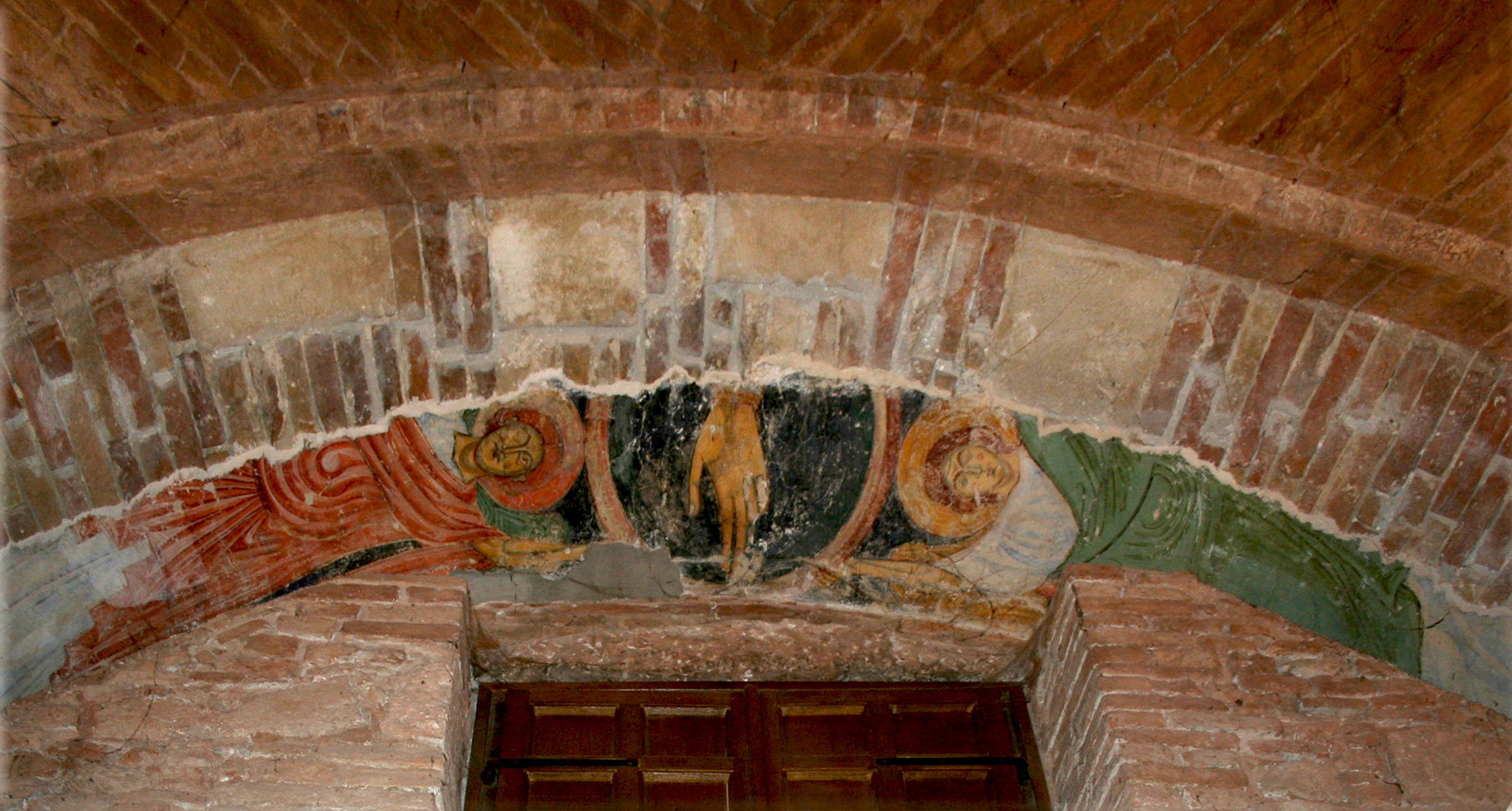
affresco del sottarco
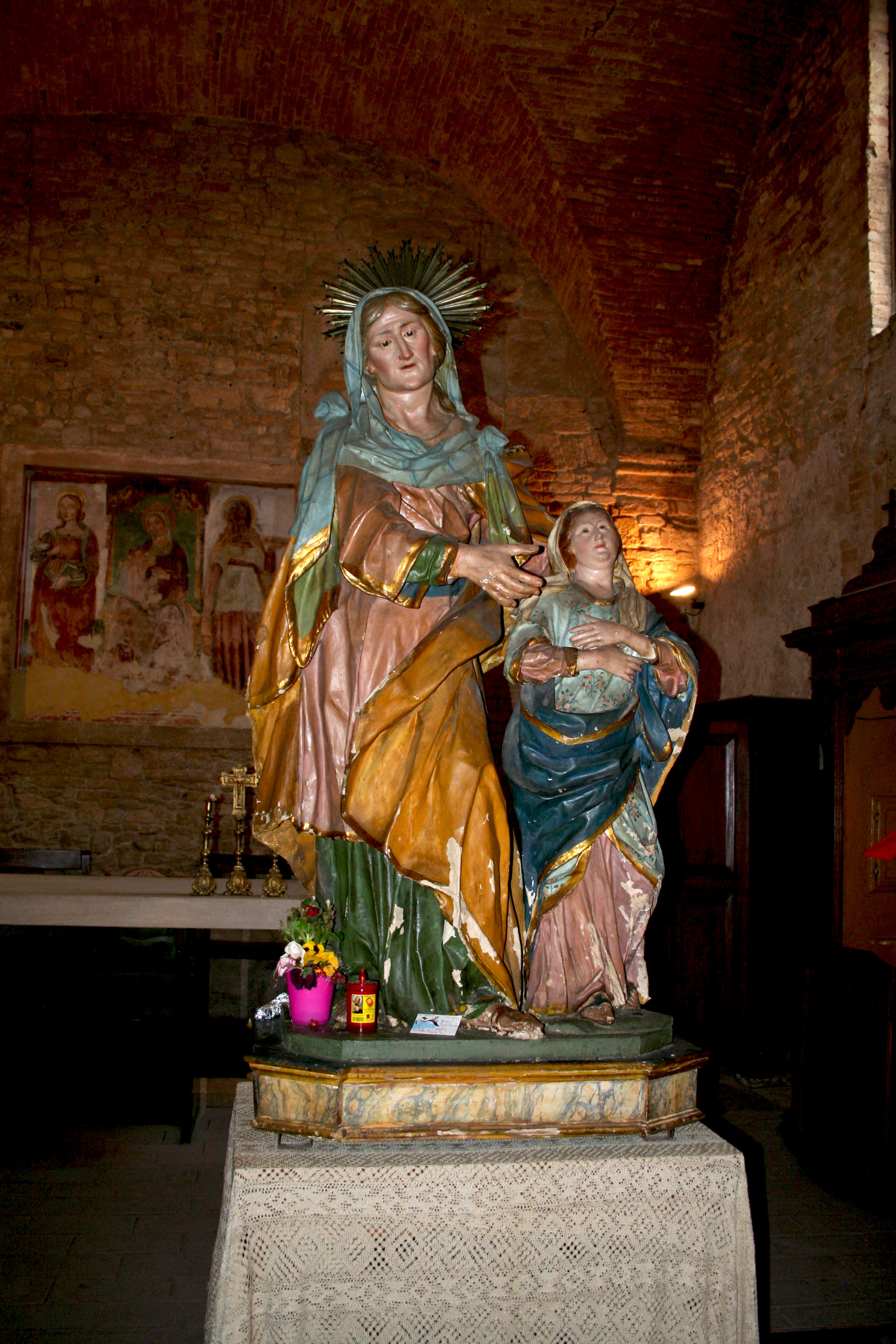
statua di sant'Anna con la Madonna Bambina

## La Torre Bruciata
Si trova accanto alla chiesa, risale al periodo romano nel II secolo a.C., ed era un avamposto militare. Dopo la costruzione della Cattedrale di Santa Maria nel IX secolo , svolse il ruolo di torre campanaria, ma due secoli dopo fu bruciata dai Normanni. Già nel XIV secolo, decaduta la chiesa, rimase semplice edificio, subendo una decadenza sempre più avanzata. Soltanto negli anni del primo '900, con l'interessamento del filologo Francesco Savini, fu riscoperto il valore storico della torre con un restauro.